# 미소 (음식)

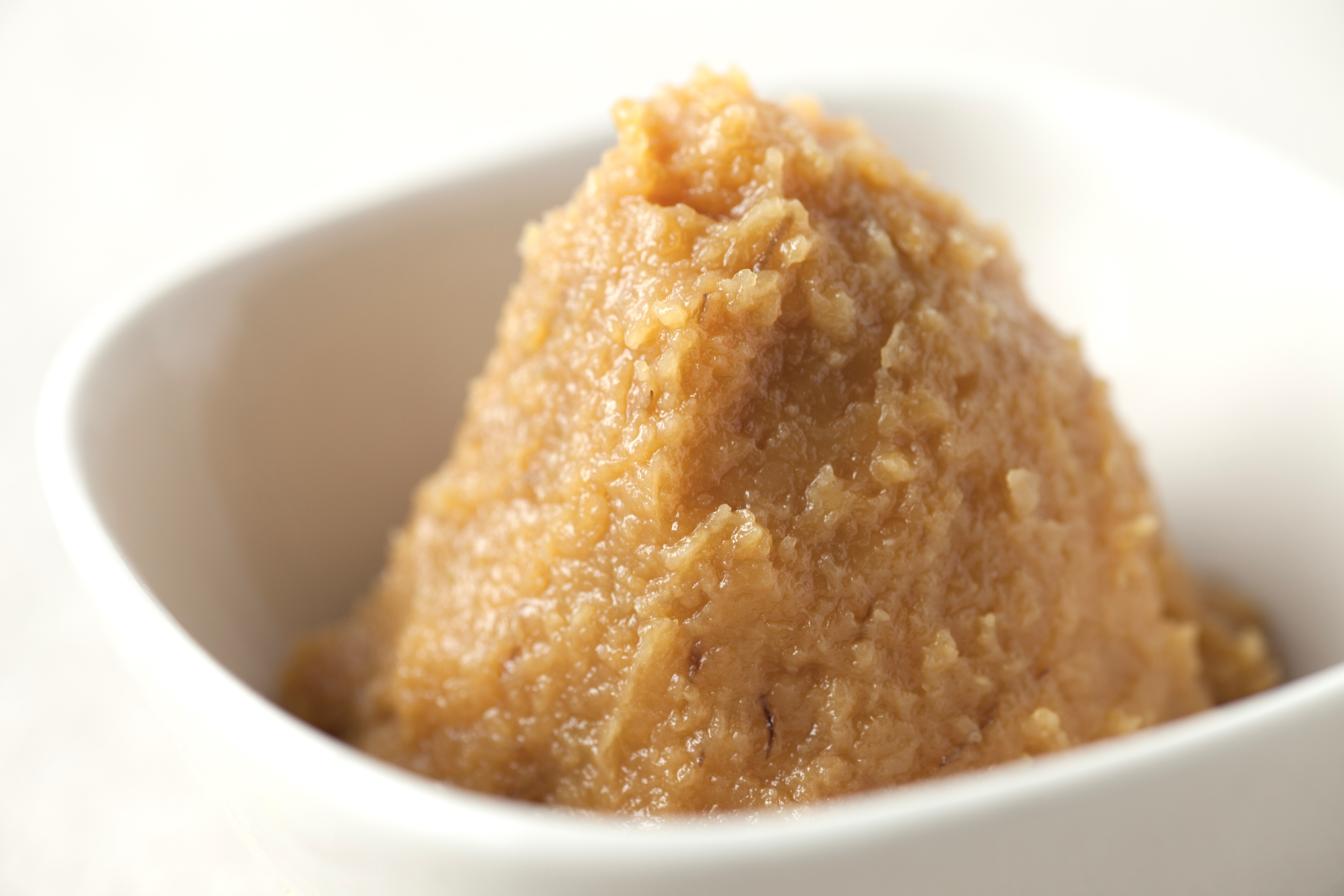
미소

미소(일본어: 味噌, 영어: miso, Japanese soybean paste)는 곡물을 발효시켜 만드는 일본의 발효식품이다. 왜된장(倭-醬)으로도 불린다.

## 역사
일본의 미소의 기원은 명확하지 않다.
- 곡물과 생선 미소는 신석기 이후 일본에서 생산되었다.(조몬 시대 14,000–300 BC)[3] 이것들은 "조몬 미소"라고 부른다.
- 미소의 전신은 기원전 3세기 또는 그 이전에 중국에서 기원하였다. 히시오와 기타 발효 콩 기반 음식은 기원후 6세기 불교와 동시에 일본에 도입되었다.[4][5]

## 같이 보기
- 두장
- 간장